# Hyds
Hyds ist eine französische Gemeinde mit 301 Einwohnern (Stand: 1. Januar 2022) im Département Allier in der Region Auvergne-Rhône-Alpes. Sie gehört zum Arrondissement Montluçon und zum Kanton Commentry.

## Geographie
Das namengebende Dorf Hyds befindet sich im nordöstlichen Bereich des Gemeindegebiets. Zu jener zählen unter anderem die Orte Fontys, La Chabanne, Le Verganud, Les Granges, Les Picandets und Luzet. Durch die Gemeinde fließt von Osten nach Westen der Œil, in den von Süden komment der Ruisseau du Cluzeau mündet. An der nordöstlichen Gemeindegrenze verläuft das Flüsschen Voirat.

### Nachbargemeinden
Umgeben ist Hyds von den Nachbargemeinden Malicorne im Nordwesten, Montvicq im Norden, Louroux-de-Beaune im Nordosten, Beaune-d’Allier im Osten, Lapeyrouse im Süden, La Celle im Südwesten und Colombier im Westen. Die Grenze zur Gemeinde Lapeyrouse ist zugleich Grenze zum Département Puy-de-Dôme.

## Bevölkerungsentwicklung
| Jahr      | 1962 | 1968 | 1975 | 1982 | 1990 | 1999 | 2008 | 2015 | 2019 |
| Einwohner | 456  | 408  | 337  | 390  | 393  | 359  | 308  | 320  | 312  |

## Sehenswürdigkeiten

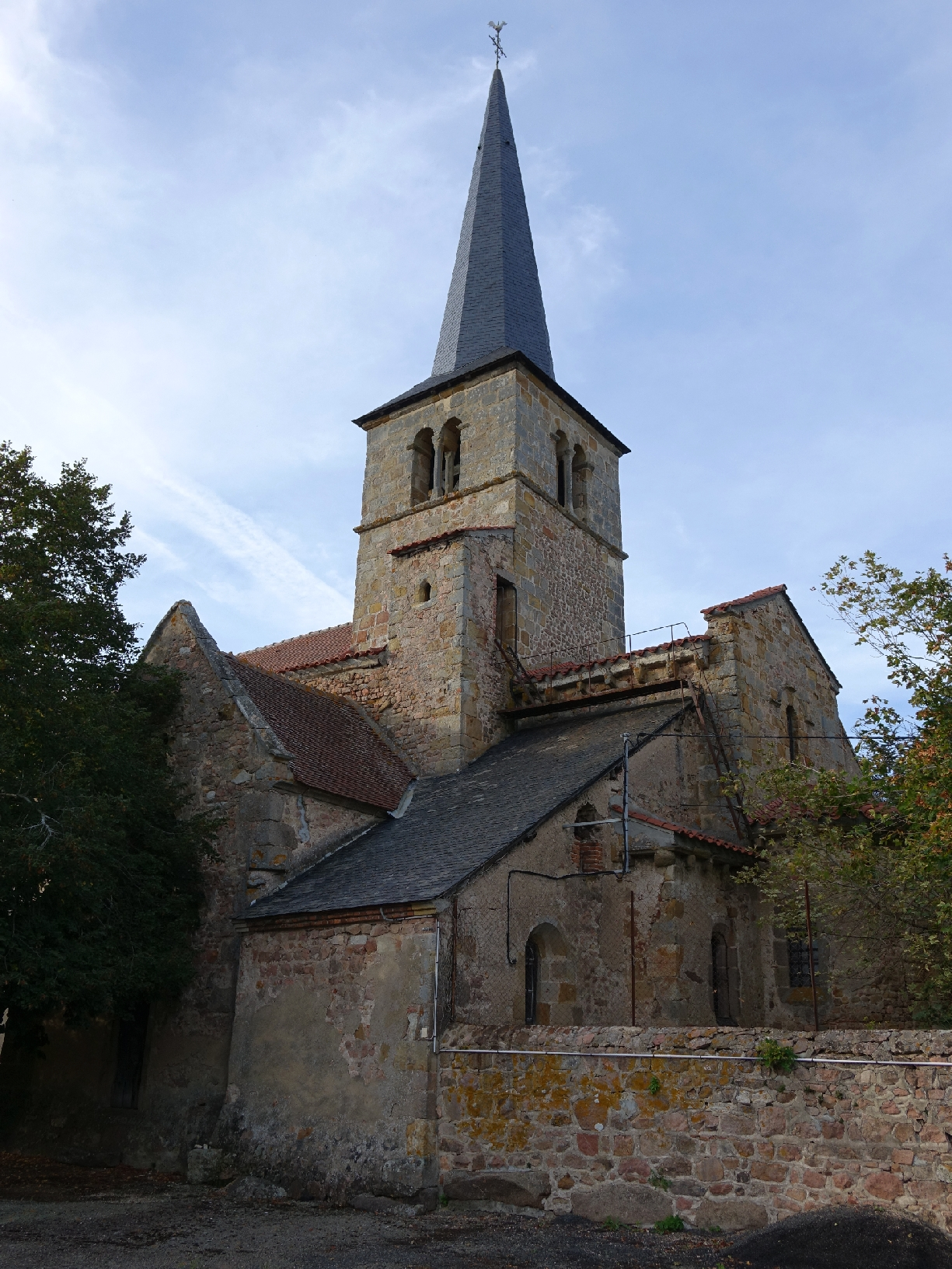
Kirche Saint-Martin

Siehe auch: Liste der Monuments historiques in Hyds
- Kirche Saint-Martin, Monument historique
- Viaduc du Soleil, 190 Meter langes und 30 Meter hohes gemauertes Eisenbahnviadukt über den Œil[2]

## Verkehr
Das Gemeindegebiet wird von der Bahnstrecke Commentry–Gannat durchquert. Der Bahnhof Hyds war für die Dampflokomotiven zum Nachfassen von Wasser auf der gebirgigen Strecke von Bedeutung. Aktuell halten dort keine Züge mehr; die nächsten Bahnhöfe mit Personenverkehr befinden sich in Commentry und Lapeyrouse.
Im Ort Hyds kreuzen sich die Departementsstraßen 37, 108 und 156. Nahe der westlichen Gemeindegrenze verläuft mit der D 998 die ehemalige Nationalstraße Route nationale 698. In wenigen Kilometern Entfernung verläuft nördlich die Autobahn Autoroute A 71, die nächsten Anschlussstellen sind die 10 (Montluçon) und 11 (Montmarault).